# Rivière Charpentier
Pour les articles homonymes, voir Charpentier (homonymie).
La rivière Charpentier est un affluent de la rive sud de la rivière aux Feuilles. La rivière Charpentier coule dans la région du Nunavik, dans la région administrative du Nord-du-Québec, au Québec, au Canada.

## Géographie
Les bassins versants voisins de la rivière Charpentier sont :
- côté nord : rivière aux Feuilles ;
- côté est : rivière Nedlouc, rivière Irsuaq, lac Curatteau ;
- côté sud : lac Lippens, lac Dupire ;
- côté ouest : rivière aux Feuilles, lac Beaudé, lac Minto.

Ses eaux proviennent du lac Nedlouc qui comporte deux émissaires dont l'un s'écoule vers le nord-ouest et constitue la tête de la rivière Charpentier.[réf. nécessaire] Le cours de la rivière s'écoule vers le nord-ouest par de nombreuses cascades, telles que les chutes de Burin et la chute Bleu. Le cours de la rivière traverse plusieurs plans d'eau.
La rivière Charpentier se déverse sur la rive sud de la rivière aux Feuilles, en aval du lac Minto. Les eaux de ce bassin fluvial s'écoulent vers l'est jusqu'au lac aux Feuilles ; ce dernier se jette sur le littoral ouest de la baie d'Ungava par un détroit.

## Toponymie
Le toponyme rivière Charpentier a été officialisé le 5 décembre 1968 à la Commission de toponymie du Québec.  En inuktitut, cette rivière porte le nom Aipparusiup Kuunga.